# Inonotus microsporus
Inonotus microsporus är en svampart som beskrevs av Leif Ryvarden 1999. Inonotus microsporus ingår i släktet Inonotus och familjen Hymenochaetaceae.   Inga underarter finns listade i Catalogue of Life.